# 宮崎県道13号高岡郡司分線
宮崎県道13号高岡郡司分線（みやざきけんどう13ごう たかおかぐじぶんせん）は、宮崎県宮崎市を通る県道（主要地方道）である。

## 概要
宮崎市高岡町下倉永から宮崎市大字郡司分に至る。

### 路線データ
- 起点：宮崎市高岡町下倉永（高岡町宮水流交差点、国道10号交点、宮崎県道352号野首麓線上）
- 終点：宮崎市大字郡司分（郡司分交差点、宮崎県道367号中村木崎線交点）

## 歴史
- 1993年（平成5年）5月11日 - 建設省から、県道野首麓線の一部・県道花見田野線の一部・蓮ケ池郡司分線の一部が高岡郡司分線として主要地方道に指定される[1]。
- 1994年（平成6年）4月1日 - 宮崎県告示第413号により路線認定[2]。

## 路線状況

### 重複区間
- 宮崎県道352号野首麓線（宮崎市高岡町下倉永・高岡町宮水流交差点（起点） - 宮崎市高岡町下倉永・宮崎市下倉永交差点）
- 国道269号（宮崎市清武町正手3丁目・正手交差点 - 宮崎市清武町正手3丁目）
- 宮崎県道27号宮崎北郷線（宮崎市清武町新町2丁目・上使橋北交差点 - 宮崎市清武町木原）

### 道路施設

#### 橋梁
- 西升田橋（江川、宮崎市）
- 清滝橋（清武川、宮崎市）

## 地理

### 通過する自治体
- 宮崎市

### 交差する道路
| 交差する道路                                     | 交差する場所    | 交差する場所              |
| ------------------------------------------------ | --------------- | ------------------------- |
| 国道10号 宮崎県道352号野首麓線 重複区間起点      | 高岡町下倉永    | 高岡町宮水流交差点 / 起点 |
| 宮崎県道352号野首麓線 重複区間終点               | 高岡町下倉永    | 宮崎市下倉永交差点        |
| 宮崎県道370号細江浮田線                          | 大字細江        |                           |
| 宮崎県道336号宮崎田野線                          | 清武町船引      | 黒北交差点                |
| 国道269号 重複区間起点 宮崎県道348号清武停車場線 | 清武町正手3丁目 | 正手交差点                |
| 国道269号 重複区間終点                           | 清武町正手3丁目 |                           |
| 宮崎県道27号宮崎北郷線 重複区間起点              | 清武町新町2丁目 | 上使橋北交差点            |
| 宮崎県道27号宮崎北郷線 重複区間終点              | 清武町木原      |                           |
| 宮崎県道337号城ヶ崎清武線                        | 大字郡司分      | 宮崎市岩切交差点          |
| 宮崎県道375号学園木花台本郷北方線                | 大字郡司分      |                           |
| 宮崎県道367号中村木崎線                          | 大字郡司分      | 郡司分交差点 / 終点       |

### 交差する鉄道
- 日豊本線
- 日南線

### 沿線
- 宮崎大淀カントリークラブ
- 宮崎市役所 清武総合支所
- 旭進学園 宮崎第一中学高等学校